# Ronda (ejército)

La ronda de noche, de Rembrandt

En el ejército, se llama ronda al servicio de vigilancia que durante la noche hacen los oficiales subalternos tanto en guarnición como en campaña para sostener la vigilancia de los puestos y centinelas.
El servicio de rondas es muy antiguo. Entre los romanos, el que le hacía llevaba un tintinnabulum (campanilla) que hacía sonar de vez en cuando, cuyo tañido servía de señal o los centinelas vigilantes para dar la voz de alerta y probar que no estaban dormidos y que permanecían en los puestos en que se les había colocado.
Se pueden distinguir los siguientes tipos:
- Mayor. La que hace uno de los jefes superiores tanto en guarnición como en campaña para asegurarse de la vigilancia de los puestos.
- Ordinaria. La que en guarnición ven campaña hacen los oficiales subalternos para sostener la vigilancia de las guardias, avanzadas y centinelas.